# Uakti
Uakti – współczesny zespół brazylijskich muzyków, ceniony za niezwykle odważne łączenie różnorodnych stylów muzycznych począwszy od muzyki poważnej, przez new age, aż po muzykę etniczną.
Ich nazwa wywodzi się z legendy Indian amazońskich. Uakti to ogromna istota z dziurami na całym ciele. Kiedy biegła przez las, wiatr przelatujący przez jej ciało wydobywał czarowne i niezwykłe dźwięki.
Zespół Uakti konstruuje własne instrumenty z przedmiotów znajdujących się w codziennym otoczeniu człowieka: rur, szkła, metalu, kamieni, gumy – a nawet wody.
Zespół tworzą: Marco Antônio Guimaraes, Paulo Sérgio dos Santos, Décio de Souza Ramos Filho, Artur Andrés Ribeiro.

## Dyskografia
- Uakti - Oficina Instrumental (1981)
- Uakti 2 (1982)
- Tudo e Todas as Coisas (1984)
- Mapa (1992)
- I Ching (1994)
- 21 (1996)
- Trilobyte (1997)
- Águas da Amazônia (1999) (muzyka: Philip Glass)
- Mulungu do Cerrado (2001) (oraz Tabinha)
- Clássicos (2003).
- Oiapok Xui (2005)